# О’Нил, Оуэн
Оуэн О’Нил (ирл. Eoghan Ruadh Ó Néill; 1590—1649) — ирландский военачальник, один из вождей Ирландской Конфедерации

## Биография
Оуэн был сыном Арта О’Нила и племянником Хьюго О’Нила, последнего короля государства Тир Эогайн и графа Тирона, руководителя антианглийского восстания 1594—1603 гг. После разгрома восставших многие члены клана О’Нилов были вынуждены покинуть страну. Оуэн вырос в Испанских Нидерландах и, как и многие другие ирландские эмигранты, поступил на службу в армию испанского короля. Он принимал участие в войне против голландских протестантов и во франко-испанской войне, в ходе которой успешно командовал гарнизоном Арраса.
В 1627 О’Нил подал королю проект вторжения испанских войск в Ирландию и основания там независимого государства под покровительством испанской короны. В 1641 году, на фоне разрастающейся революции в Англии, в Ирландии началось очередное восстание, позволившее О’Нилу и прочим эмигрантам вернутся на родину. 24 сентября 1642 собравшиеся в Килкенни представители подвластных восставшим графств провозгласили создание независимого государства — Католической федерации Ирландии. Оуэн О’Нил, ставший одним из командующих конфедератской армией, представлял наиболее радикальную партию, выступавшую за полную независимость страны. В 1646 году О’Нил выступил против мирного соглашения лидеров Конфедерации с графом Ормондом, английским королевским командующим в Ирландии. В сентябре того же года его войска захватили Килкенни и разогнали Верховный совет Конфедерации. Новый совет под председательством папского легата Джиованни Ринуччини разорвал мир с Ормондом, под предлогом отсутствия гарантий прав католиков.